# SKY+ HD
A Sky + HD a 2006. május 22-én az Egyesült Királyságban és Írországban elindított HDTV szolgáltatás márkaneve, mely lehetővé teszi a Sky nagyfelbontású csatornáinek megtekintését. A bevezetés első két évében már Sky HD márkanév alatt létezett a szolgáltatás. A csatornák vételéhez Sky + HD digiboksz és HD képes TV készülék szükséges. Az eredeti HD csomag előfizetési díja a standard Sky előfizetésen felül havonta 10,25 £, Írországban 15 €. díjat számol fel, mely lehetővé teszi az ügyfelek számára, hogy megtekinthessék a feltöltött csatornacsomagoknak megfelelő HD csatornákat. A Sky Box Office HD és további Pay-Per-View események csak külön Sky HD előfizetés esetén érhetőek el.
2014. júniusától a Sky + HD előfizetések alapján meghaladta az 5,2 millió eurót, mely 4, 8 millióról szép növekedés az előző évhez képest.

## Történet
A 2006 májusában elindított Sky HD szolgáltatás kezdetben 9 HD csatornát tartalmazott. Az induló árak 299 £- ba kerültek, mely egy HD boxot tartalmazott, és további 10 £ havidíjas HD előfizetéssel a meglévő csomagokra. A HD csomag egy éves határozott szerződéssel volt köthető, mely meghaladta a 40.000 előfizetést.
A kilenc előfizetéses csatorna az alábbiak voltak: Sky1 HD , Sky Arts HD , Sky Movies 9 HD , Sky Movies 10 HD , Sky Sports HD , Discovery HD , National Geographic Channel HD , a Sky Box Office HD 1 és Sky Box Office HD 2
2010 januárjában szabványosították a Sky + HD beltéri egyéséget, majd 2013 végétől 10,25 £ áron került bevezetésre a Family csomag, majd 5 hónapos havi prémiumot kaphattak az előfizetők a Variety csomag költségei mellett. A Sky Sports és Sky Movies HD változataihoz külön előfizetés volt szükséges havi 5,25 £ áron.
A Sky boxok felvételi funkciója a TV előfizetési csomag részeként használhatóak. Viszont ha az ügyfél nem előfizető a Sky csomagokra, akkor is nézheti SD és HD minőségben az ingyenes csatornákat, de nem használhatják az felvételi lehetőségeket. Az előfizetés nélküli Freesat és Sky szolgáltatásból származó boxok nem tartalmazzák a felvételi opcióhoz kapcsolódó hardvert.
2016. novemberétől több mint 50 HD csatorna érhető el a kínálatban, és számos ingyenes FTA HD csatorna is rendelkezésre áll. Ezek nem igényelnek HD képes digiboxot, mint pl. a Sky + HD box. Ezekkel a BBC One HD, BBC Two HD, és Channel 4 HD csatornák nézhetőek.

## On Demand
2007. március 27-én a Sky elindította Sky Anytime televíziós Push Video on demand szolgáltatását a Sky + HD boxok tulajdonosai számára. A nagyfelbontású és standard televíziós programokat egyik napról a másik napra rögzíthetik egy 140 GB-os merevlemezre.
Ezt arra is felhasználták, hogy a nézők olyan nagyfelbontású programokat érjenek el olyan csatornáktól, melyek korábban nem sugároztak HD minőségben. Úgy mint a Sky News, Disney Channel, Nickelodeon.

## Boxok
A Sky + HD digibox első generációját a Thomson gyártotta, később pedig a Samsung, Pace és az Amstrad is csatlakozott a gyártók sorához. 2009-ben egy gyártási hiba miatt a Pace által gyártott 90.000 darab hibásan került forgalomba, így a Sky 3 hónapos ingyenes HD csomagot kínált ügyfeleinek a kellemetlenségért.
A HD képes Tv-hez való csatlakozás HDMI kábellel érhető el. A doboz nagy sávszélességű digitális tartalomvédelemmel (HDCP) kompatibilis. A 2008 januárja előtt gyártott boxok analóg kimenettel is rendelkeztek, de már ezek nem találhatóak az újabb változatokban. A hagyományos SD felbontású adások Scart és S-Video csatlakozással érhetőek el. Minden box HDMI csatlakozással van ellátva, bár egyes műsorszolgáltatóknak lehetőségük van HDCP igénylésre a jövőben.
Minden csatorna 1080i felbontásban sugároz, bár a box beállítható 720 p szabványra is. Az Astra 2A, 2E és 2F, valamint az Eutelsat műholdak H.265 / MPEG-4 AVC tömörítési szabványt használnak a 28A 28,2 ° E és 28,5 ° fokon. Az E-es műholdak egy új , DVB-S2 DVB átviteli szabványt használnak. A BBC HD eredetileg DVB-S-en keresztül sugárzott, de 2011. június 6-án DVB-S2-es szabványra váltott.
Az új 5-ös változatú EPG programújság szinte megegyezik a Sky + – on található műsorújsággal, azzal a különbséggel, hogy a 2. gomb megnyomása esetén a távvezérlőn csak a HD csatornák listája jelenik meg. 2007. március 20-án egy frissítést küldtek a boxokra, melyek tartalmazzák a Sky Antytime (jelenleg OnDemand) kódját is. A Sky Guide 8-as változata a Sky + HD útmutatóival kiegészítve jobb keresési és kezelőfelületi funkciókat tartalmaz.
2010. október 1-jén a Sky megkezdte a nyílt forráskódú szoftverek Sky + HD vevőkészülékek letöltésének folyamatát. Az ügyfeleket külön értesítették a letöltés befejezéséről, mely után a boxok használói több előnyre is szert tesznek.

## HD csatornák növekedése
A bevezeés óta eltelt időszak alatt jelentősen megnövekedett a rendelkezésre álló HD csatornák száma, így a Sky + HD Európában a világ legnagyobb HD kínálattal rendelkező szolgáltatása. Ezen kívül Észak-Amerikában érhető el jelentős kínálat HD csatornákból.
2009. július 30-án a Sky bejelentette, hogy 2010-re elindítja Pull Video-on-demand (VOD) szolgáltatását. A szélessávú internet által nyújtott szolgáltatás a meglévő boxok ethernet portját fogja használni. A Sky Anytime + csak akkor lesz elérhető, amikor elindul a szolgáltatás, valamint az összes szolgáltatásra kiterjed. A szolgáltatás hasonló, mint a DirecTV VOD rendszere, mely szintén az NDS Group által létrehozott operációs rendszert használja. A Sky megkezdte az új szoftver bevezetését a szolgáltatáshoz.
2010. április 29-én a BSkyB megerősítette, hogy az új on-demand szolgáltatás Sky Anytime + néven indul, így ez egy olyan szolgáltatás, mely széles körű tartalmak megjelenítésére szolgál – nyilatkozta Jeremy Darroch vezérigazgató. A progresszív letöltés a szélessávú internet és a merevlemez együttes alkalmazával biztosítják, így az összes piacon lévő Sky box képes ezek használatára. A szolgáltatás 2010. október 26-án indult el. 2011 márciusában a Sky megerősítette, hogy a Thomson által gyártott Sky HD boxok nem alkalmasak az Anytime + szolgáltatásra, így ezek az ügyfelek új boxokat kaphatnak.
2011. február 1-én a BSkyB új EPG-t vezetett be a Sky HD előfizetői számára, akik a standard definíciós csatornákat nagyfelbontású szimulációval váltották fel. A Sky News HD például az 517-es csatornáról az 501-es csatornára vált. Ugyanez történt más nem regionális HD csatornákkal is, úgy mint Syfy, Comedy Central, Sky Sports, E4, Sky 1 csatornák.